# NGC 5315
NGC 5315 је планетарна маглина у сазвежђу Шестар која се налази на NGC листи објеката дубоког неба.
Деклинација објекта је - 66° 30' 48" а ректасцензија 13h 53m 57,1s. Привидна величина (магнитуда) објекта NGC 5315 износи 9,8 а фотографска магнитуда 13,0. NGC 5315 је још познат и под ознакама PK 309-4.2, ESO 97-PN9, CS=11.3.